# Herrería de Compludo

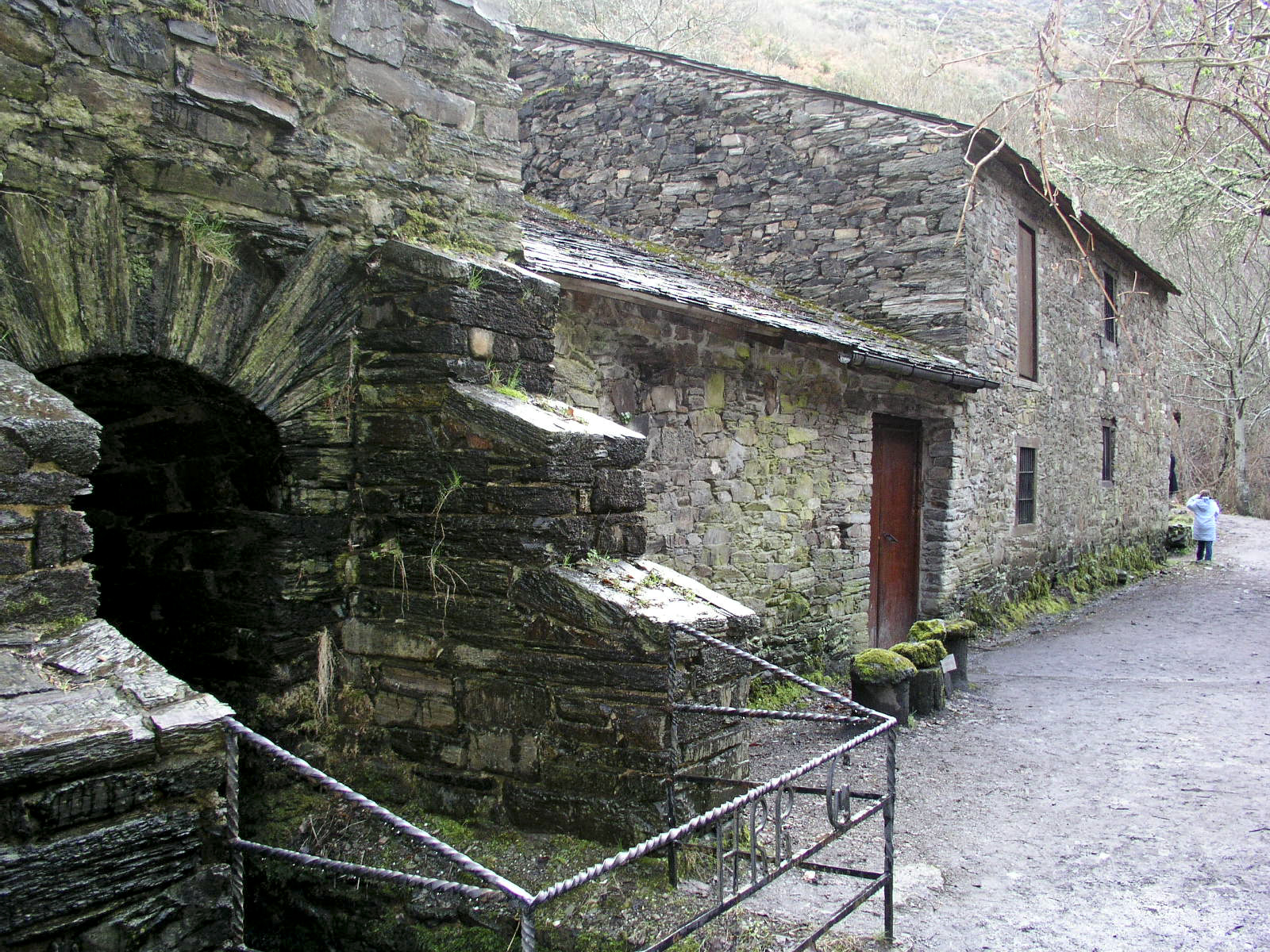
Herrería de Compludo

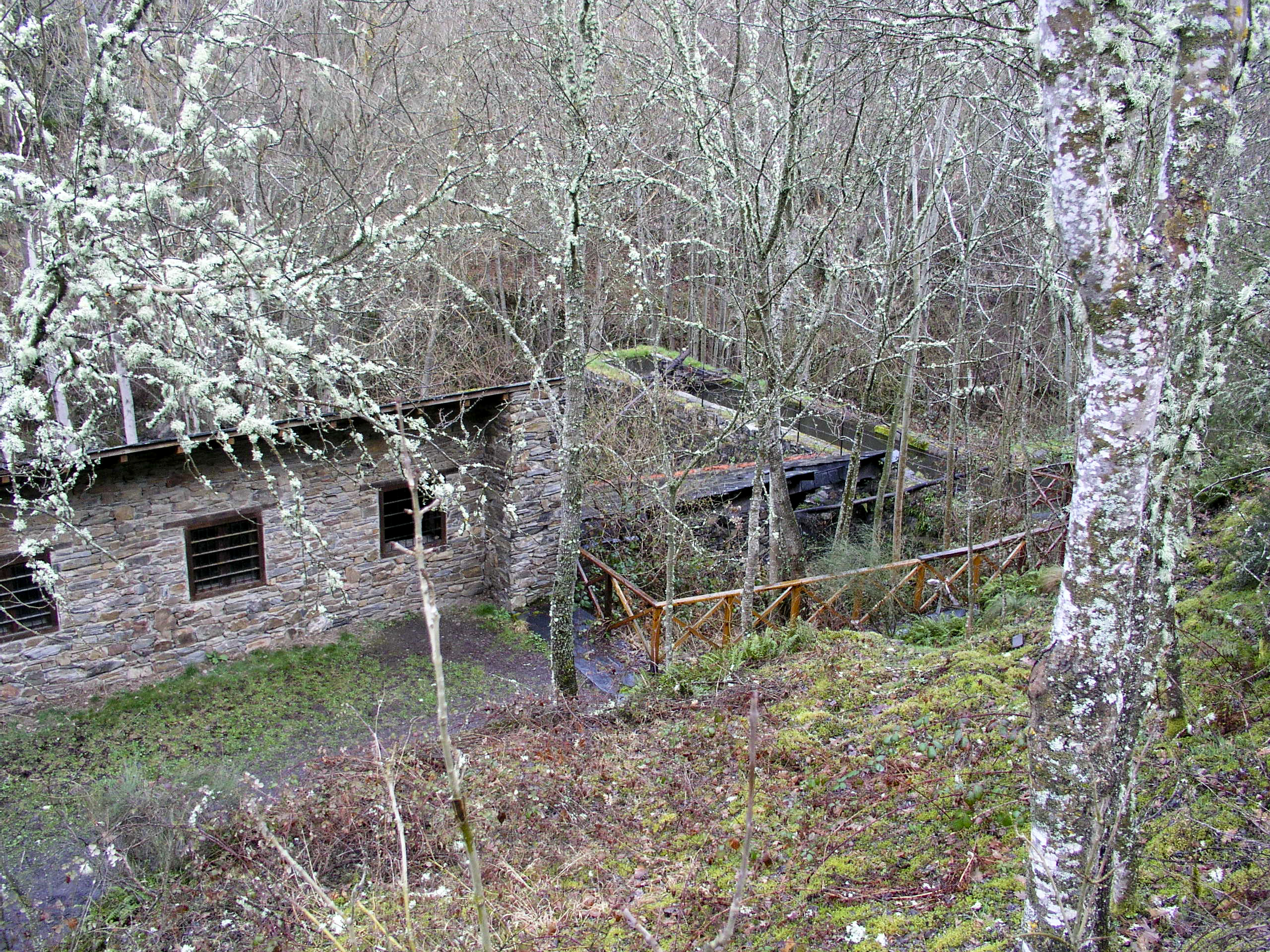
Baksidan av smedjan, till höger skymtar kanalen över vattenhjulet

Herrería de Compludo är en primitiv smedja, sannolikt från 1800-talet. Den ligger i samhället Compludo, i comarcan Asodebi i den autonoma provinsen Kastilien-Leon, Spanien.
Som kraftkälla används vatten från en intilliggande å. Vattnet förs in över smedjan i två kanaler. Det ena vattenflödet som är reglerbart, får falla ner över ett vattenhjul som driver en stånghammare. Takten i slagen kan regleras med hjälp av vattenflödet. Den andra vattenströmmen, också reglerbar, får falla genom ett vertikalt schakt och för med sig luft med hjälp av venturieffekten som sedan blåser upp genom härden.
Byggnaden förklarades som historiskt konstnärligt monument av Junta Castilla y León 1968. På en plakett som är uppsatt vid smedjan tackade juntan samtidigt familjerna Rojo-Lopez, Alvarez-Moran och Redondo-Moran, som är ägare till anläggningen, för att ha hållit smedjan i stånd under flera generationer.
Smedjan associerades tidigare till grundandet av klostret Monasterio del Compludo av San Fructuoso av Braga som levde på 600-talet, men senare studier har förkastat den teorin.

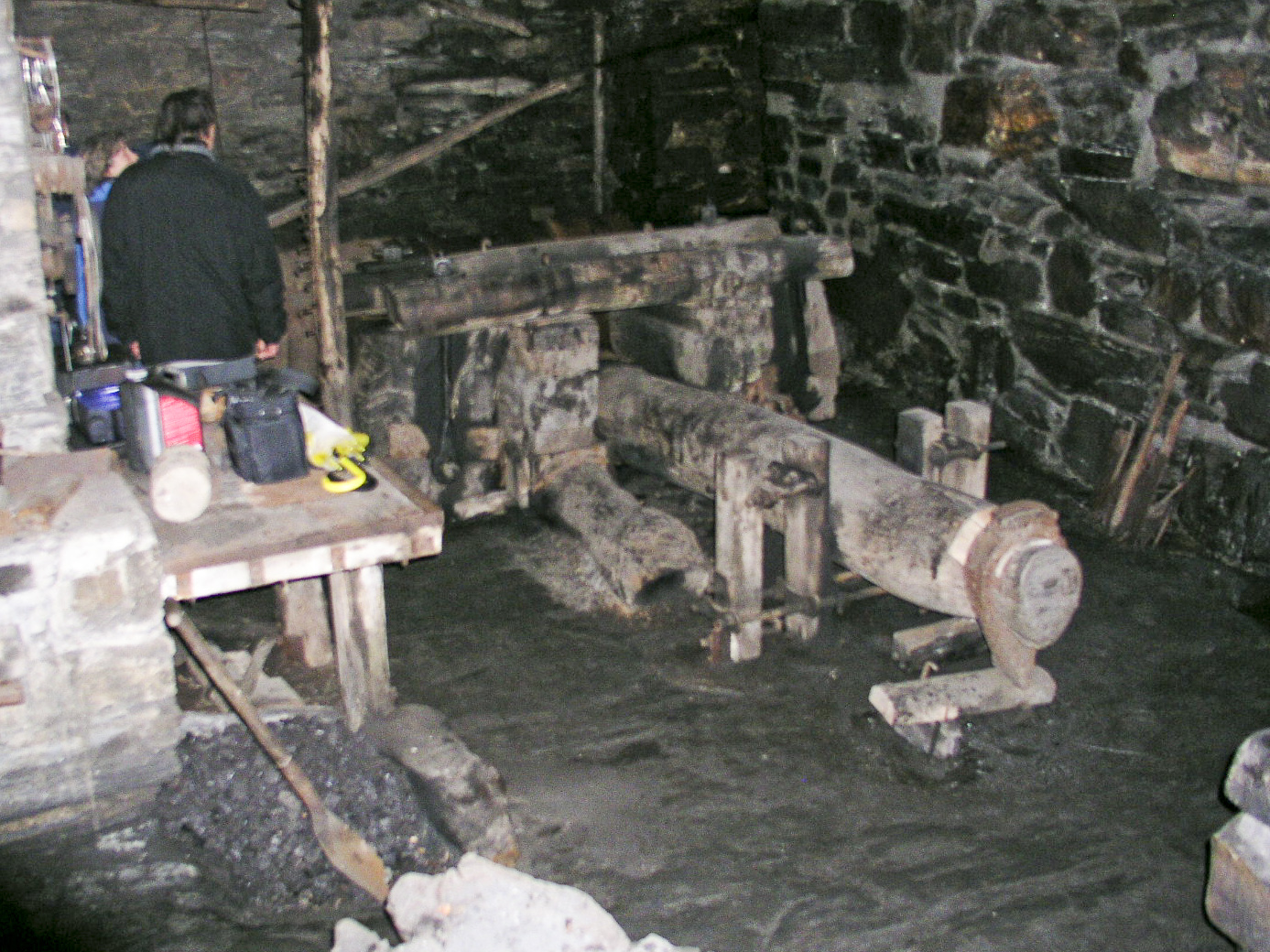
Interiörbild av smedjan
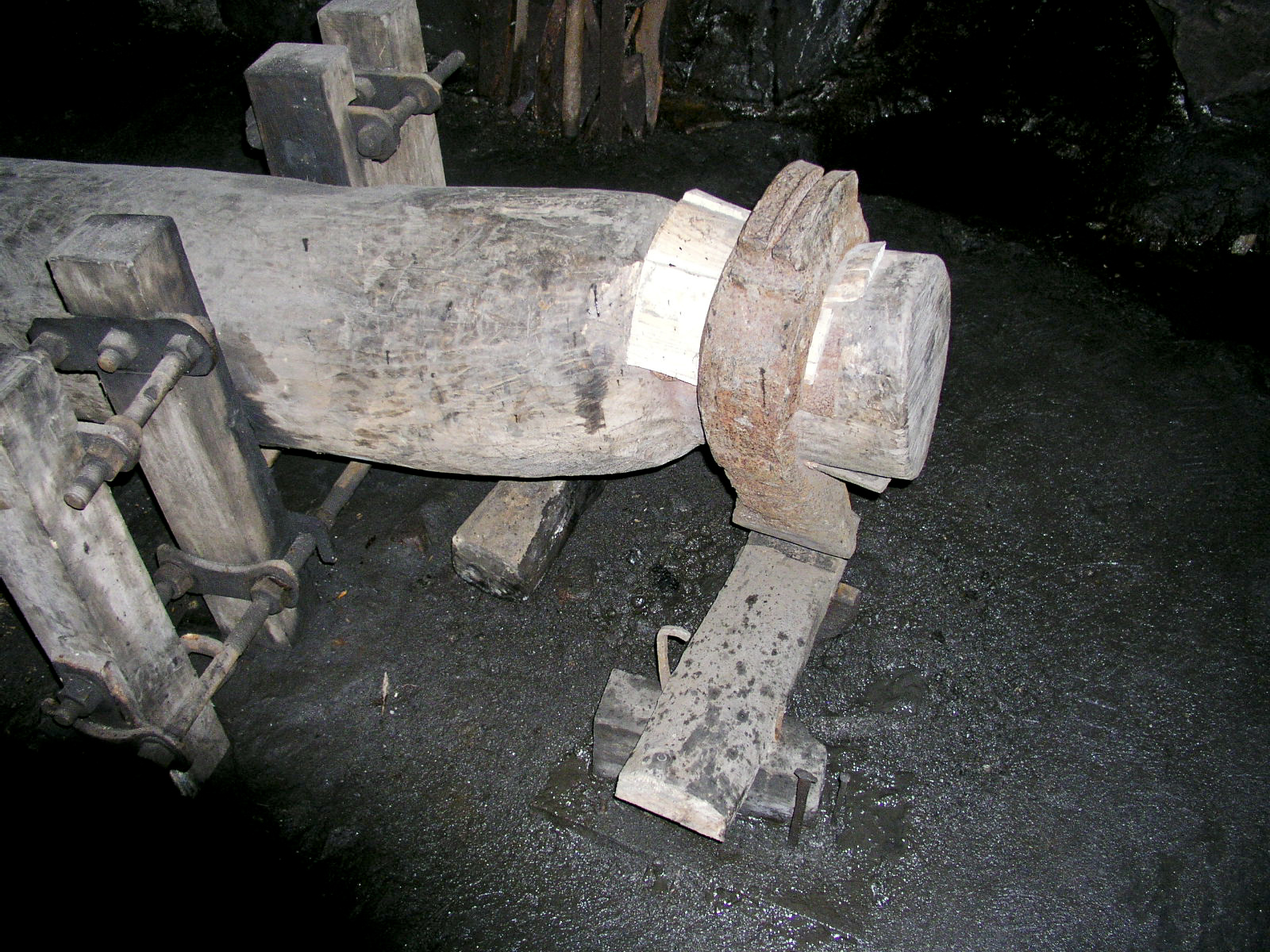
Stånghammaren